# Lersten (byggmaterial)

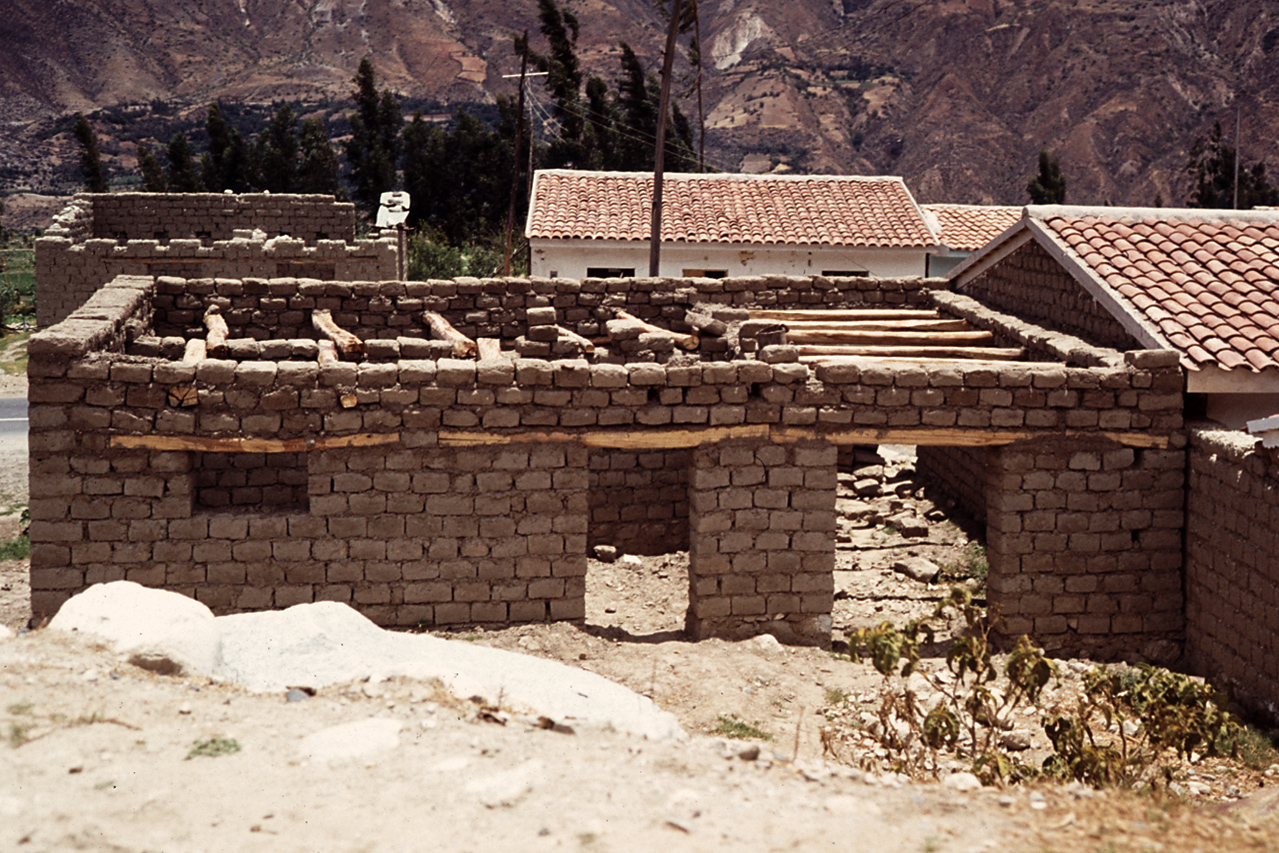
Hus under uppförande i adobe-sten, Callejón de Huaylas, Perú 1981.

Lersten, även kallat adobe, är ett byggmaterial, en mursten (tegel för murning) gjord av obränd (sandig) lera och i vissa fall stråmaterial eller annat organiskt material. Ofta sker inblandning av fibermaterial som dels tjänar som armering, dels kan ge materialet speciella egenskaper. Inblandning av till exempel hårmaterial från djur och människa kan ge visst fuktskydd.
Ibland görs skillnad mellan mindre lerstenar adobes, som har ungefär samma storlek som en vanlig mursten, och större adobiner, av vilka några kan vara upp till 1–2 m långa.

## Etymologi

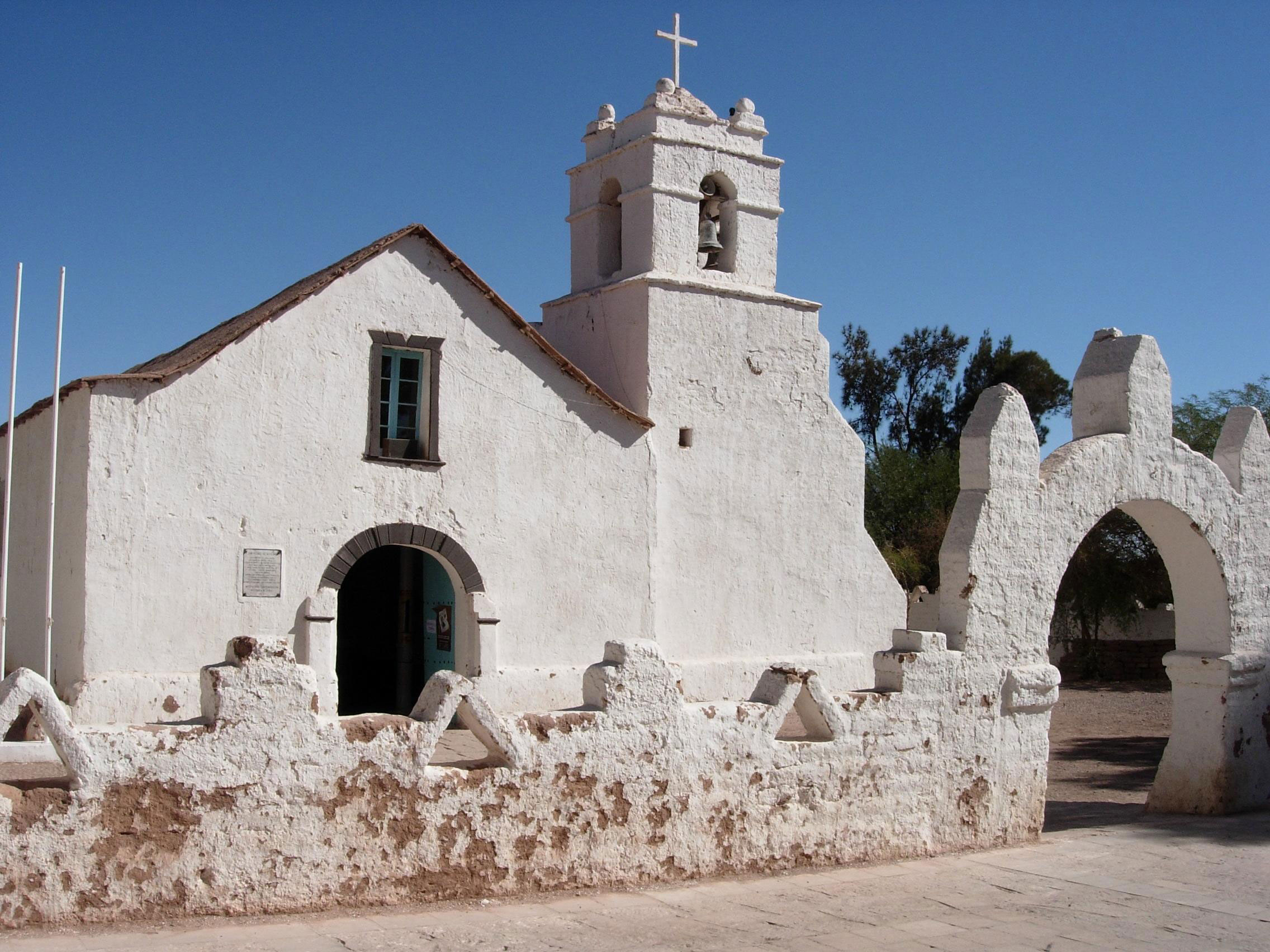
Kyrkan i San Pedro de Atacama, Chile.

Ordet adobe har använts under omkring 4000 år utan större förändringar i uttal eller betydelse: ordet kan spåras till det mellanegyptiska (cirka 2000 f.Kr) ordet dj-b-t "lersten [dvs, soltorkad]." När mellanegyptiskan utvecklades till senegyptiska, demotisk egyptiska, och slutligen koptiska (cirka 600 f.Kr), ändrades dj-b-t till tobe "[ler]sten." Detta utvecklades till det arabiska al-tub (الطّوب al [best.art.] + tub "sten") "[ler]sten," som assimilerades i fornspanskan som adobe, med bibehållen betydelse "lersten." Engelskan lånade ordet från spanskan under tidigt 1700-tal.

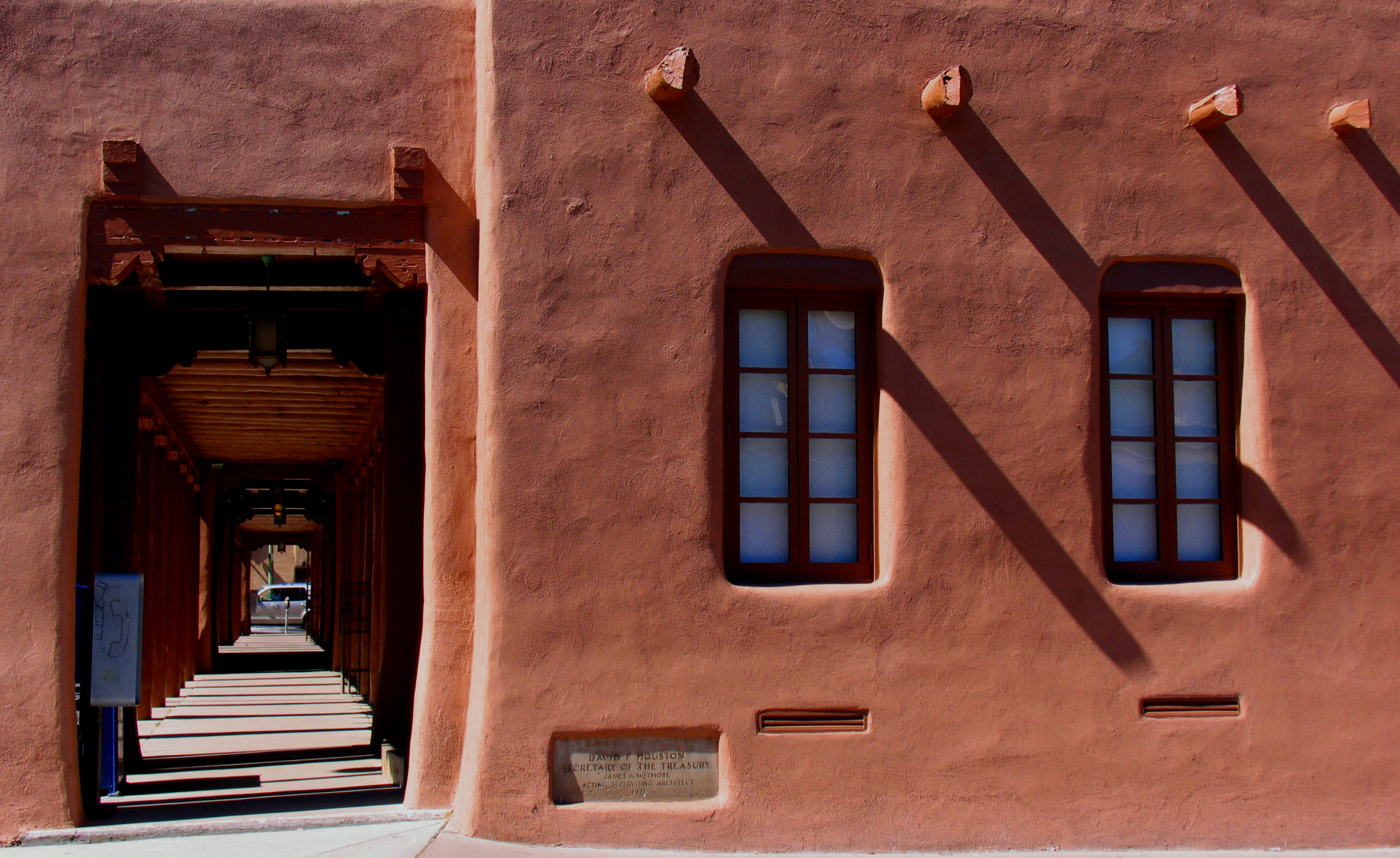
Hus i adobestil i Santa Fe, New Mexico

I moderna språkbruk står "adobe" också för en arkitekturstil som är populär i Nordamerikas ökenklimat, framför allt i New Mexico.  (Jämför stuck).[källa behövs]

## Egenskaper
Byggnader uppförda i jordmaterial har antagligen funnits i 10000 år. Jord som används för konstruktion skall innehålla så lite organiskt material som möjligt. Byggnader uppförda i adobe påverkas i torrt klimat därför inte märkbart av tidens gång. De äldsta resterna som hittats är ruinerna efter Jerikos murar, uppskattade till mer än 9000 år gamla. Städer som består av hus i jordmaterial byggs fortfarande i till exempel Jemen. I den mexikanska pueblon används en väl utarbetad byggteknik med adobe. I heta och torra klimat ger adobekonstruktioner avsevärda fördelar genom sin höga värmetröghet som ger svalka på dagen och värme på natten. Adobematerial verkar också fuktutjämnande och miljön upplevs därför som komfortabel.
Lerstenar är känsliga för fukt och bör med hänsyn till kapillärkraften placeras på en fukttålig grundmur av murtegel eller annan sten som är kapillärbrytande.

## Tillverkning

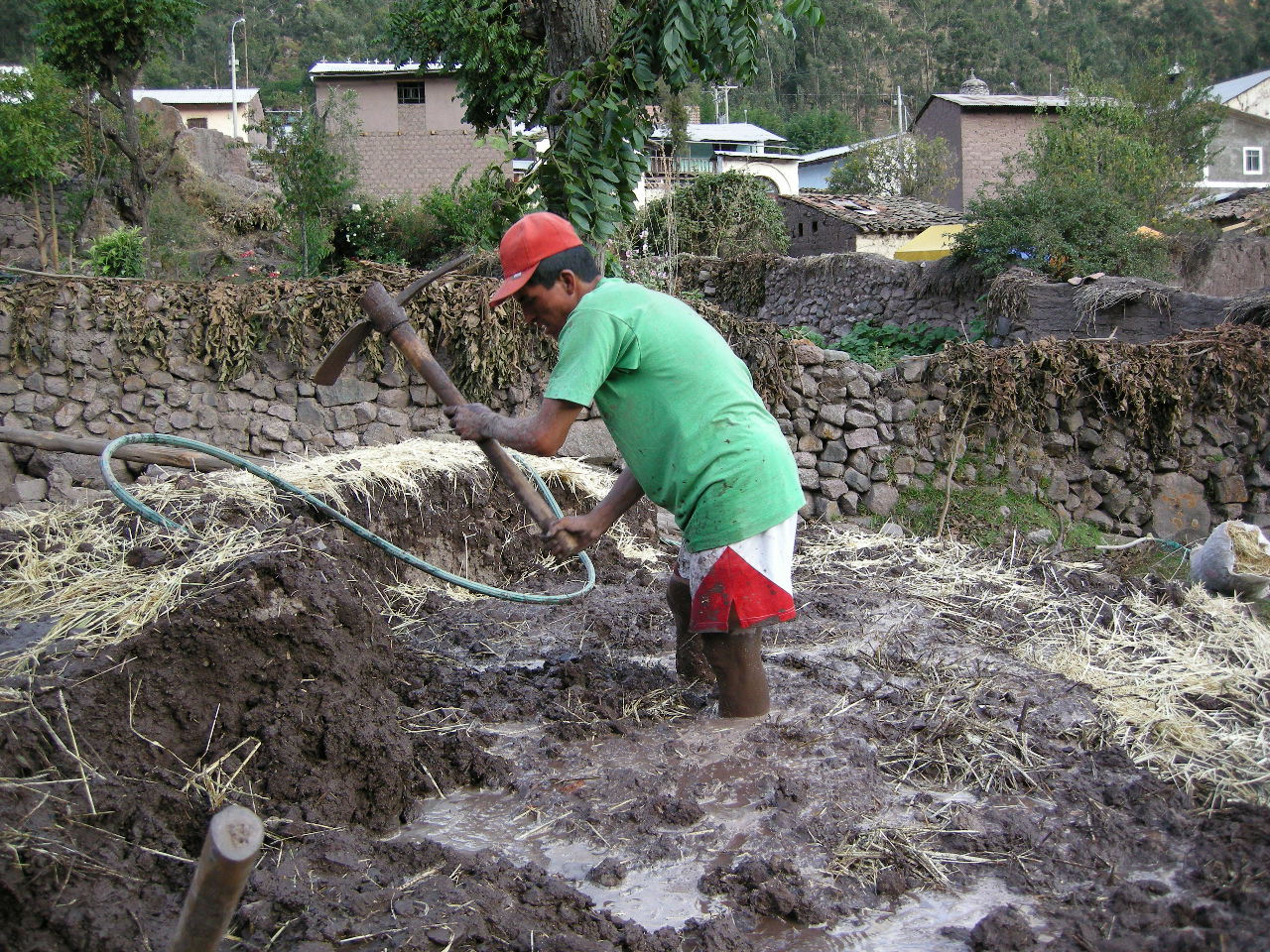
Blandning av ingredienserna för lersten i Huancavelica, Peru.

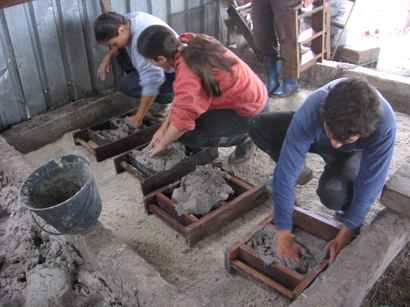
Framställning av lerstenar i Progreso, Uruguay.

Tillverkningen går till så att materialet packas (slås) i träramar, vilka tas bort och materialet får sedan lufttorka. Tillverkningen liknar alltså gammaldags tegelstenslagning. Stenarna görs antingen med mått lika vanliga tegelstenar eller i något större format.
Man arbetar med en blandning av 20 procent lera och 80 procent sand och vatten, som trycks ner i formar. Torkningen sker under en tid av cirka 25–30 dagar. För att undvika att stenarna spricker blandar man in halm, torrt hö och tagel, som tjänar som armering. Storleken på stenarna görs lämpligen så att muraren kan hantera stenarna med en hand, normalt är de cirka 6 x 15 x 30 cm.
Murar av adobe kan förstöras av infallande regn som kan lösa upp materialet. Man brukar därför skydda murarna genom att putsa väggarna med lerputs. Det bästa för ytterväggar är att använda en slamning baserad på släckt kalk, lera och sand, för första lagret, och ett andra skikt med enbart kalk och sand. På innerväggar kan man använda en blandning av lera, sand och vatten. Det är inte korrekt att täcka väggarna med cement, därför att det då resulterande cementlagret blir inte genomträngligt för vattenånga och kommer därför att stänga inne väggens inre fuktighet, vilket gör att adoben kan falla sönder inifrån.
I länder där arbetskraften är billig är lerstenen mycket ekonomisk, man kan tillverka materialet själv för att bygga sitt eget hus. I äldre tider, då bönderna inte hade några arbetsuppgifter att göra på fälten, tillverkade man lersten, som man sedan sålde till den som ville bygga sig ett hus. Därifrån kommer talesättet: när han vilar sig så gör han lerstenar .
Numera tillverkar man lersten mera korrekt vad gäller sammansättningen och man brukar använda 20 procent lera och 80 procent sand och vatten när det gäller golv. Ju mer lera desto mer sand tillsätter man. Någon inblandning av halm eller liknande görs inte i blandningen. Undersökningarna har visat att vegetabiliska fibrer kan locka till sig termiter och dessutom, om lersten utan fibrer får torka i skuggan så blir krympningen mindre.
Gentemot stampad jord, som är liknande men sätts som massa i en form, har lerstenen fördelen att arbetet är mycket mindre tidskrävande.

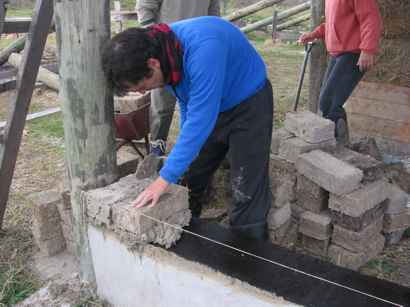
Byggande av en mur med lersten (adobe).

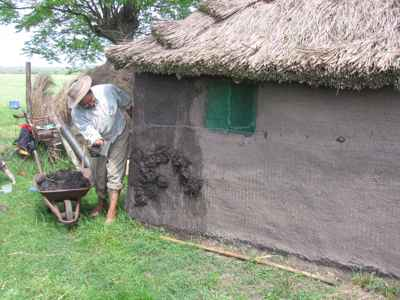
Putsning av en lantbyggnad av jord i pueblon Los Caballos (Paysandú, Uruguay).

## Konstruktion
De två vanligaste metoderna att bygga jordhus är med lersten (adobe) och med stampad jord (pisé). Andra tekniker är jordbrödsteknik, pressade jordsträngar och textilpackade sand.
Murförband ordnas på liknande sätt som för vanliga tegelstenar. Till fogarna användes lera.

## Bygga med adobe
Att bygga med adobe har den fördelen att det liknar byggande med tegelstenar. Har man gott om arbetskraft, specialiserad eller inte, är tekniken lämplig vad gäller framställningsprocessen som möjliggör användandet av ett stort antal personer under trampning och formning, men man måste tänka på produktionskontrollen under processen för att minimera variationen i dimension och avvikande mått på stenarna. Adobemurar ger bra ljud- och klimatisolering tack vare materialets egenskaper och de väggtjocklekar som används.
Nackdelarna med tekniken ligger i fabrikationsprocessen som kan vara långsam eftersom man behöver avvakta en torktid av två eller tre veckor för att kunna använda stenarna i  byggnadskonstruktionen. Processen beror också på tillgängliga ytor för trampning, torkning och lagring, som bestämmer om produktionen kan fortgå kontinuerligt samtidigt som man väntar på att de tidigare stenarna skall torka. Därför förutsätter denna teknik en viss planering av infrastrukturen så man har tillgång till  horisontella och rena ytor, och skyddade zoner för att förhindra att regnet påverkar produktionen.
De vanligaste konstruktionsfelen med adobe kan reduceras genom kontroll av jordmaterial och det armeringsmaterial som används, en adekvat dimensionering av stenar och murar, en adekvat dimensionering av byggnadskonstruktionen och av balkar och pelare, likaväl som ett fast underlag för bärande väggar, och skydd mot regn och mot terrängens naturliga fuktighet. Såväl fördelar som nackdelar måste beaktas liksom de verkliga förhållandena på platsen men det är byggnadsverkets egna villkor som kommer att avgöra om processerna kan genomföras.

## Jordbävningstålig konstruktion
I Latinamerika har det visat sig att konstruktioner av adobe representerar en hög seismisk skaderisk. De kan inte stå emot de krafter som jordbävningarna orsakar — inklusive moderata rörelser i marken — och rasar plötsligt ihop. Detta har gett upphov till ett stort antal förluster i människoliv och betydande ekonomiska, kulturella och historiska förluster. Ett konkret exempel är jordbävningen i Cartago i Costa Rica 1910, efter vilken man förbjöd användningen av adobe som konstruktionsmaterial i landet.
Enligt de argentinska normerna för jordbävningsresistenta konstruktioner: ”INPRES - CIRSOC 103”' finns det «material som är lämpat för att ge säkra konstruktioner, och material som inte är lämpat (sådana som adobe), men i inget fall kan man tala om jordbävningssäkra material».
Denna situation har lett till att regeringar och befolkning i allmänhet har föredragit återuppbyggnad med sten, tegel och betong. Utan tvekan är dessa nya bostäder, förutom att ha förlorat sin termiska kvalitet, mer kostsamma och uppförandet genom självbyggeri blir svårare. Av detta skäl, arbetar många forskningscentran och samarbetsorgan med att utveckla antiseismiska konstruktioner i adobe, som skall vara hälsosamma och hållbara i samhället.
I Colombia och Peru har man genomfört olika studier och utvecklat tekniker för att få antiseismiska adobestenar, genom att ägna särskilt intresse åt en adekvat sammansättning och optimal dimensionering, för att kunna använda dessa såväl i nya konstruktioner som vid återuppbyggnad.
Under jordbävningen i Chile 2010 rasade olika konstruktioner i detta material eller blev allvarligt skadade. Orter som Yumbel, Santa Cruz, Talca (historiska delen), Tirúa, blev i praktiken jämnade med marken på grund av dessa ras.
För närvarande studerar olika universitet i Chile och såväl statliga myndigheter som privata företag, sätt att renovera adoben och ge byggnaderna antiseismiska egenskapar samtidigt som man behåller landets kulturella identitet.

## Exempel på byggnader i lersten
Intresset för jordhus har ökat, ett område har uppförts i Ile d'Abeau med 65 hus där man använt olika tekniker. Liknande projekt pågår i Toulouse och Reims. Yrkeskurser har tagits fram på universitetsnivå i Frankrike och Tyskland. I södra USA finns entreprenörer med jordhus som specialitet.
I den franska byn Montbrisson finns ett kapell La Salle de Diana som inrymmer stadens bibliotek. Byggnaden är konstruerad av jordblock och uppfördes 1270.
Skånegården på Skansen har den norra loglängans väggar uppförda av lerstenar som sedan har kalkats.
Jacob Hansens hus, ett danskt korsvirkeshus i Helsingborg, byggnadsminne

## Lerbrödshus
Ett specialfall av hus byggda av obrända lerstenar är lerbrödshus (även jordbrödshus). Här är inte lerstenarna slagna i ramar utan i stället lösare formade. Även tekniker med pressade (extruderade) jordsträngar förekommer.